# Uspavanka za Radmilu M.
Uspavanka za Radmilu M. je album rock skupine Bijelo dugme izdan leta 1983 pri založbi "Jugoton". Vsa besedila je napisal Goran Bregović, razen besedila pesmi "Kosovska", ki so jo napisali Zija Berisha, Agron Beriša, Špand Ahmeti in Goran Bregović. Pesmi so bile posnete v studiu RTV Skopje januarja 1983. leto in miks v Britannia Row Studios  .

## Člani skupine
- Željko Bebek - vokalist
- Goran Bregović - kitara
- Goran Ivandić - bobni
- Vlado Pravdić - klaviature
- Zoran Redžić - bas kitara

## Sodelavci
- Dubravko Majnarić - odgovorni urednik
- Goran Bregović - izvršni producent
- Gajo Vučićević - produkcija
- Dragan S. Stefanović - oblikovanje
- Mike Johnson - kinematograf
- Arsen Eresh - saksofon
- Blagoje Morotov - Baže - kontrabas
- Vlatko Stefanovski - kitara pri pesmih "Polubauk polukruči poluevropom" in "Uspavanka za Radmilo M."
- "Makedonija" - spremljevalni vokal pri pesmi "Ako možeš, zaboravi"

## Video trak
Ob tem albumu je Jugoton izdal video trak za ta album. Kaseta vsebuje videe vseh pesmi in delov s turneje. To je bil velik hit. Kaseta je bila prvi tovrstni projekt v zgodovini jugoslovanske rock glasbe. Videospote sta režirala Boris Miljković in Branimir "Tučko" Dimitrijević.  Videospot za pesem "Ovaj ples dame biraju" je bil prvi videospot z gejevsko tematiko v Jugoslaviji.